# Ikebana

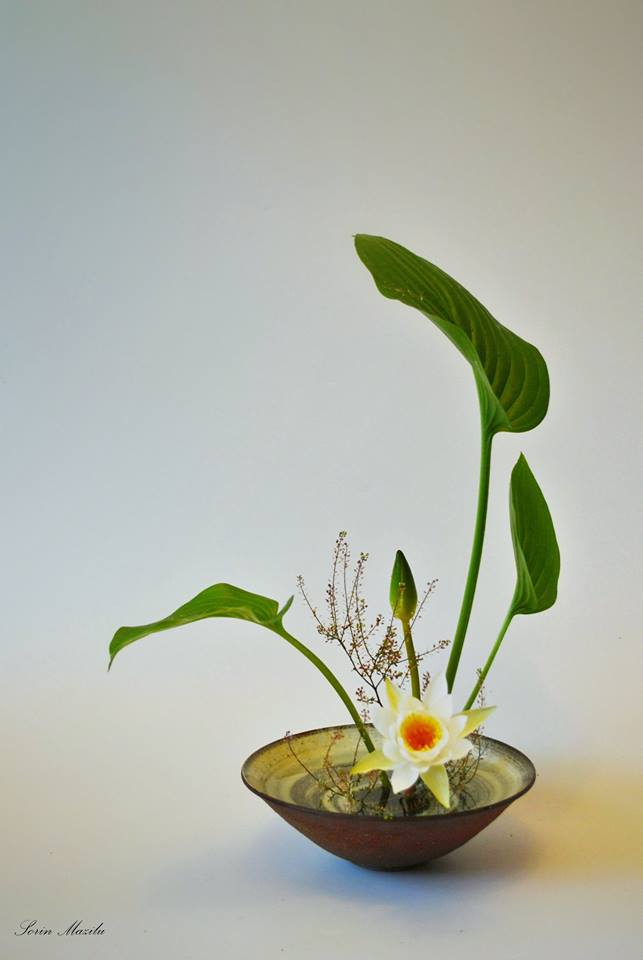
Stilul Moribana vertical

Ikebana este tehnica artistică de aranjare a florilor, și altor părți ale plantelor, în vase, după anumite principii, arta aranjamentelor florale în stil japonez, arta tablourilor vii.  Ikebana este o artă care cultivă minimalismul.
Ikebana este concretizarea cea mai reprezentativă a cultului pentru frumos prezent de-a lungul istoriei în universul spiritual japonez. S-a conformat întotdeauna, față de celelalte arte, dar și pretutindeni, situațiilor noi impuse de evoluția simțului estetic al japonezilor. Ikebana este aducerea vieții vegetale la dimensiunile unei încăperi, a unei vaze. Elementele florale dintr-un aranjament sunt puse în vază cu intenția transpunerii lor într-o nouă viață, încercându-se recrearea universului lor natural. 
Aranjarea florilor este o expresie a vitalității, a competiției neîntrerupte dintre viață și moarte, o artă încărcată de simboluri care a devenit o parte indispensabilă a interioarelor japoneze. Plăcerea pentru aranjarea florilor caută să exprime pacea sufletească, echilibrul din natură și al naturii cu omul. În aranjamentul florilor se urmăresc câteva reguli specifice și necesare cum ar fi forma imperfectă, neregularitatea, asimetria, înfățișarea simplă, săracă, dar în același timp delicată și fragilă.

## Istorie și origini

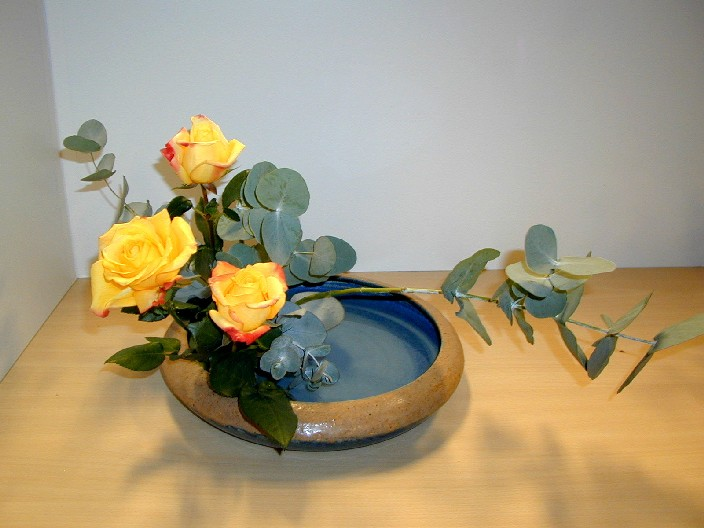
Stil acqua

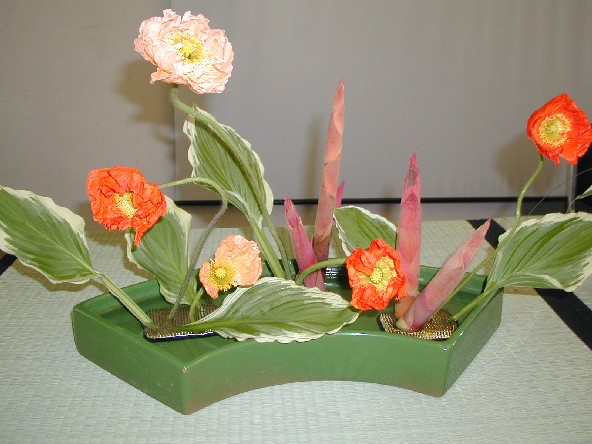
Stil Rinpa

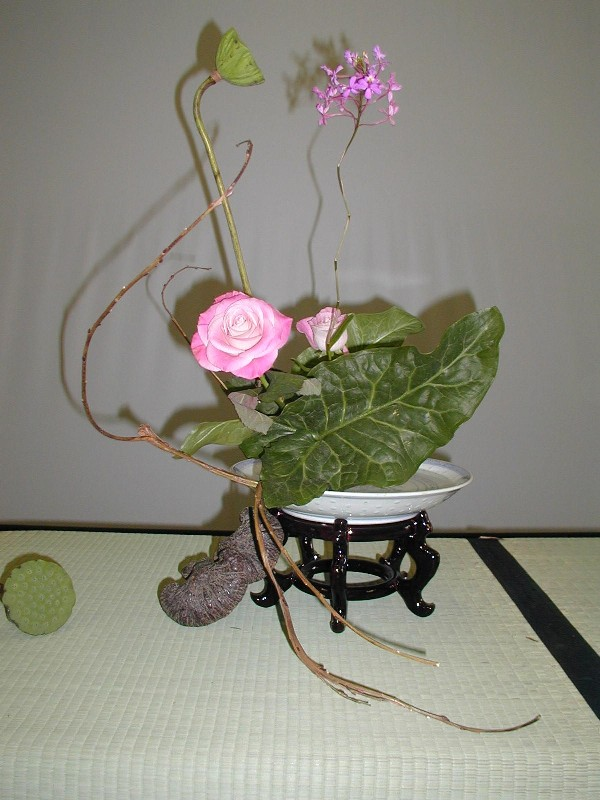
Stil Bunjin

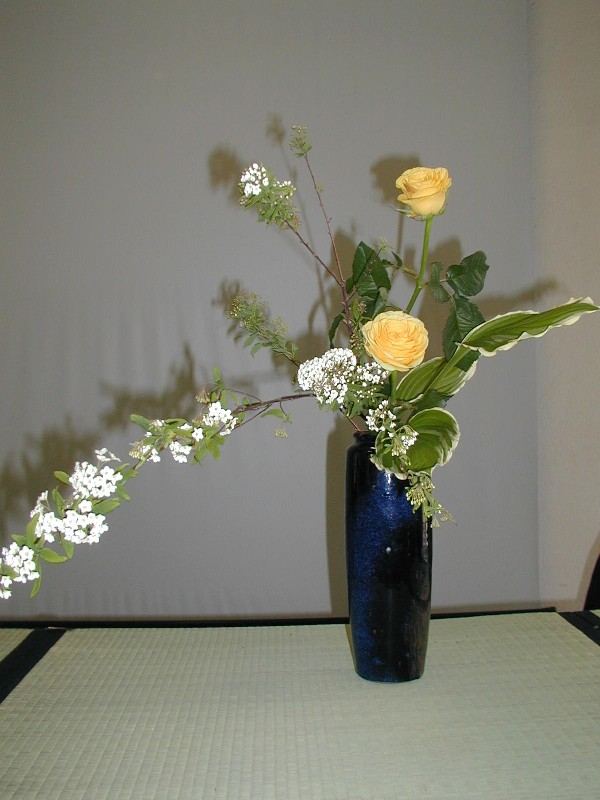
Stil Heika

Aranjamentele Ikebana au apărut în secolul al VI-lea, și au fost folosite mai întâi la decorarea templelor budiste din Japonia. Treptat, ele au început să facă parte din viața de zi cu zi a locuitorilor din aceasta parte a globului. Ocupând un loc de seamă în altarul familiei din fiecare casă, aranjamentul beneficia de același respect acordat lui Buddha. 
Un samurai putea să fie preocupat de acțiunile sale, mai mult decât orice, dar, în același timp, putea găsi o mare satisfacție și liniște sufletească privind o modestă floare, într-un tot atât de modest vas. Concepția care-l ajuta pe vechiul samurai să îmbine viața de războinic, tumultoasă și aspră, cu celelalte preocupări, îl ajută pe japonezul de azi să se adapteze trepidantei vieți moderne să muncească într-un ritm fascinant, dar să poată rămâne netulburat și liniștit ore în șir în fața frumuseților naturii, a unui aranjament floral sau a unei cești cu ceai.
În gramatica japoneză ikeru provine de la verbul "a trăi", și semnifică "a face pe cineva să trăiască", iar bana provine de la cuvântul "hana"', care înseamnă "floare". 
Japonezii au la începutul primăverii unul dintre cele mai frumoase festivaluri, denumit hanami, cel al admirării pomilor ume (cais japonez) sau sakura (cireșii japonezi) înfloriți, și apoi toamna festivalul crizantemelor. Arborii de cireș -cerasus pseudocerasus- sunt cultivați doar pentru florile lor, deoarece fructul cireșului japonez este foarte mic și nu este comestibil. Ei au dezvoltat un adevărat cult al florii și au ridicat aranjarea florilor la rang de adevărată artă, care poate fi întâlnită sub denumirea de ikebana, kadō sau seika.

## Principii de bază
Potrivit unei anumite concepții estetice, aranjamentul nu trebuie să copieze natura, ci să o corecteze. Sunt folosite tulpini, ramuri desfrunzite, frunze cu un contur deosebit. Aranjamentul simplu este preferat unui buchet bogat.
Asimetria este absolut necesară pentru ca un aranjament Ikebana să fie atractiv. Japonezii consideră mai interesant un copac îndoit, răsucit, scorburos decât unul crescut normal.
Legătura dintre om și natură este redată prin trei linii, care simbolizează cerul, omul și pământul. Cea mai importantă este reprezentată de ramura cea mai înaltă, care semnifică cerul. A doua ca importanță este ramura mijlocie ce simbolizează omul.
Ea trebuie așezată oblic în vas, iar lungimea ei trebuie să acopere trei pătrimi din prima ramură. A treia linie este cea mai scurtă și trebuie așezată în partea din față a aranjamentului. Cele trei linii par să pornească din același loc.
Simbolurile trecerii timpului au o mare importanță în Ikebana. Nici un aranjament nu este acceptat dacă nu sugerează acest lucru. Aranjamentele diferă în funcție de anotimp, precum și de perioadele vieții omului.
Trecutul este simbolizat de plante înflorite și frunze uscate, prezentul - de flori întredeschise și frunze verzi, iar viitorul este simbolizat de boboci de floare.
Bogăția aranjamentului variază și ea în funcție de anotimp. Dacă primavara și vara aranjamentul este bogat, iarna el va fi mai sărac și fără strălucire.

## Florile
Pentru aranjamente se pot folosi: trandafiri, iriși, crizanteme, floarea-soarelui, lalele, gladiole, crini, flori de pai, margarete. Se pot folosi frunze de ferigă și ramuri de stejar, alun, salcie, liliac etc. De mare efect sunt ramurelele înflorite de măr, de cireș sau alți pomi fructiferi. Se pot folosi și plante exotice, precum gerbera, diverse specii de orhidee, anthurium, croton, ficus, flori de bromelii și frunze de palmier. 

## Vasul
Vasul constituie o parte importantă a aranjamentului și trebuie ales cu atenție. În funcție de dimensiunile plantelor și ramurilor folosite, vasele pot fi înalte și subțiri, scurte, cu gura largă sau îngustă, ori largi și joase, asemenea unui bazin. Ele pot fi din sticlă, ceramică, metal, lemn sau piatră și pot avea diverse culori.
Pentru ca tulpinile să nu se răsfire, ele se fixează pe suporturi. La început, acestea au fost confecționate din paie de orez, legate în mănunchiuri. Cel mai cunoscut suport este kenzan-ul. El se aseamană cu o perie și este confecționat din metal.